# ARA Almirante Brown (C-1)
«Альміранте Браун» (ісп. ARA Almirante Brown (C-1)) — важкий крейсер типу «Вейнтісінко де Майо» ВМС Аргентини середини XX століття.

## Історія створення
Крейсер «Альміранте Браун» був закладений 12 жовтня 1927 року на верфі «Cantieri navali Odero» у Генуї. Спущений на воду 28 вересня 1929 року, вступив у стрій 18 липня 1931 року. Корабель був названий на честь адмірала Вільяма Брауна, засновника ВМС Аргентини.

## Історія служби
Крейсер разом з однотипним «Вейнтісінко де Майо» був прийнятий аргентинською командою у Генуї 27 липня 1931 року. Обидва кораблі прибули до Аргентини 15 вересня того ж року.
Крейсер не брав участі у бойових діях, оскільки під час Другої світової війни Аргентина залишалась нейтральною.
3 жовтня 1941 року під час маневрів «Альміранте Браун» в тумані зіткнувся з есмінцем «Коррієнтес», який після цього затонув. Згодом у корму крейсера врізався лінкор «Рівадавія». Внаслідок інциденту «Альміранте Браун» зазнав серйозних пошкоджень, ремонт тривав 3 місяці.
27 червня 1961 року крейсер був виключений зі складу флоту і у 1962 році проданий на злам в Італію.